# 秋田魁新報
《秋田魁新報》是日本的一家地方性報紙，由位于秋田縣秋田市的秋田魁新報社發行，為秋田縣內第一大地方報，日發行量約22萬份。

## 历史
創刊于1873年（明治6年）3月28日。日本知名政治家犬養毅曾在此社任職記者。

## 外部連結
- 秋田魁新報 （页面存档备份，存于）